# Обогатена реалност
Обогатена реалност (на английски: Augmented reality) е област в информатиката, занимаваща се с комбиниране на данни от реалния свят с компютърно генерирани данни. Повечето изследвания в тази област се концентрират върху цифровата обработка на видео-поток и добавянето на компютърно-генерирана графика. Реализирането на проекти в тази област включва следене на движение и конструиране на контролирана среда, съдържаща сензори и афектори.

## Определение
Определението на Роналд Азума е едно от по-насочените описания. То покрива подмножество от оригиналните идеи на добавената реалност, но достига до представящо цялата област на добавената реалност. Според Азума тя представлява среда, която включва виртуална реалност и елементи от реалния свят. Например, потребител може да носи прозрачни очила, през които да вижда както реалния свят, така и изображения, генерирани от компютър и проектирани върху картината на околния свят. Азума дефинира системата за добавената реалност като система, която
- комбинира реално и виртуално
- е интерактивна в реално време
- работи в три измерения

Това определение често се използва в научната литература
Според друго определение това е „комбинация между реално обкръжаващата ни среда и компютърно-генерирани обекти (звук, видео, графика и други), която се постига посредством определен софтуер, използван на смартфон, таблет или очила от типа Google Glass“

## Сфери на приложение
- Архитектура
- Образование
- Реклама и PR
- Индустриален дизайн
- Туризъм и култура
- Търговия и продажби
- Електронна търговия
- Визуални изкуства
- Игри